# Aspbed
Aspbod, ou Aspbod, aspbad, asppat ; littéralement « commandant de la cavalerie » (dérivé du vieil iranien * aspa-pati-), est un titre utilisé par les empires parthe et sassanide.

## Histoire
Le mot est attesté pour la première fois dans un ostracon de l'ancienne ville parthe de Nisa, où il est dit : « Tirdat, grand aspbed, commandant en chef de la cavalerie ». Cette fonction était probablement l'une des plus élevées de l'armée parthe, dont la principale force était la cavalerie. Le titre militaire arménien d'aspet (en), est dérivé du terme aspbed. La puissante maison des Souren, qui avait pour mission de couronner les rois parthes, comptait également de nombreux membres portant ce titre.
Le titre fut utilisé par les successeurs des Parthes, les Sassanides, ce qui est consigné dans l'une des inscriptions du roi Shapur I (r. 240-270), qui mentionne un certain Péroz détenant le titre. Cependant, le titre n'était pas aussi important qu'à l'époque parthe, et il fut probablement détenu plus tard par l'asvaran salar (« chef de la cavalerie »). Il est visible sous la forme en moyen perse 𐭠𐭮𐭯𐭯𐭲𐭩 (ʾsppty) sur un sceau appartenant à un certain Weh-Shapur, spahbod de Khosrow Ier.